# Svart Lucia
Svart Lucia är en svensk-dansk psykologisk thrillerfilm i regi av Rumle Hammerich. I huvudrollen ses Tova Magnusson.

## Handling
Filmens huvudperson är Mikaela Holm, som är gymnasist på Södra Latin och attraherad av sin manlige svensklärare. Vid en uppsatsskrivning där ämnet får väljas fritt skriver hon en erotiskt laddad berättelse som är tydligt adresserad till läraren själv. Denne rättar uppsatsen och ger Mikaela bra betyg men kommenterar inte uppsatsen i övrigt.
Med tiden ökar Mikaelas besatthet och hon börjar spionera på läraren. Hon upptäcker då att han förverkligar sina sexuella fantasier med olika kvinnor på ett sätt som kusligt påminner om detaljer i Mikaelas uppsats.
Med tiden börjar underliga och stundtals bisarra och skrämmande händelser äga rum på skolan. En kväll när hon är på väg hem över skolgården hör hon ett fruktansvärt kattskrik och dagen efter hittas ett avskuret katthuvud i ett skåp. När ett uppstoppat foster hänger i Mikaelas skolskåp slår rektorn larm.

## Rollista i urval
- Tova Magnusson-Norling – Mikaela
- Figge Norling – Joakim
- Björn Kjellman – Max
- Niklas Hjulström – Johan
- Malin Berghagen – Justine
- Liv Alsterlund – Sandra
- Lars Green – svensklärare
- Agneta Ekmanner – Gunvor
- Marie Göranzon – Birgitta
- Reine Brynolfsson – Spielman
- Catherine Hansson – kvinna #1
- Gunnel Fred – kvinna #2
- Björn Granath – rektor
- Thomas Roos – Magnus
- Anna Godenius – biträde
- Frida Hallgren – skolflicka
- Caroline af Ugglas – sjungande Lucia
- Rumle Hammerich – man i röda boots

## Tillkomst
Fimen är inspelad i studio i Stockholm och Köpenhamn samt i Södra latins Gymnasium, Kungsholmens gymnasium, Stocksund,  Reimersholme, Södra station och Stocksund.

## Visningar
Filmen hade biopremiär i Sverige den 11 december 1992. Den var tillåten från 15 år. Den har även visats i SVT1 och TV4. Caroline af Ugglas spelade en liten biroll som lucia i skolan. Tova Magnusson och Figge Norling blev ett äkta par efter filminspelningen.

## Musik i filmen
- Naked in the Rain, Blue pearl hade en hit med denna året före; musik Martin Glover, text Martin Glover och Durga McBroom
- Madame Butterfly, musik Giacomo Puccini, text Giuseppe Giacosa och Luigi Illica